# Scrancia tridens
Scrancia tridens är en fjärilsart som beskrevs av Sergius G. Kiriakoff 1963. Scrancia tridens ingår i släktet Scrancia och familjen tandspinnare. Inga underarter finns listade.